# آریستوفان بیزانتیومی
آریستوفان بیزانتیومی زبان‌شناس و واژه‌نویس‌ بزرگ یونان باستان و شاید بزرگ‌ترین زبان‌شناس باستان بود که در حدود ۲۵۷ ق م زاده شد و در حدود ۱۸۰ درگذشت. او در اسکندریه برآمد و در ۱۹۵ ق م در کتاب‌داری کتاب‌خانهٴ موزیوم اسکندریه جانشین اراتوستن شد.
آریستوفان علایم تکیهٴ صدا بر روی حروف کلمات و نشانه‌های وصل و فصل را انتظام بخشید و فن تصحیح انتقادی متون را اصلاح کرد. او از آثار هومر و انساب خدایان هزیود نسخه‌های بهتری فراهم کرد، نخستین مجموعهٴ آثار پیندار را مدون ساخت، و نسخه‌های تازه‌ای از کلیات آثار اوریپید و آریستوفان ترتیب داد. او یک واژه‌نامهٴ یونانی تألیف کرد و در شباهت‌ها و قاعده‌مندی‌های دستوری به مطالعه پرداخت.
بعضاً اختراع نشانه‌های وصل و فصل را به آریستوفان نسبت داده‌اند. اساسی‌ترین اختراعات الزاماً مربوط به اشخاص گمنام است و اغلب در مراحل اولیه‌شان به‌طور ناخودآگاه صورت گرفته. این اختراعات به خاطر همان اساسی بودنشان بایستی بر بسیاری از افراد هوشمند معلوم شده باشد، با این حال، حتی آنچه را که کاملاً به وضوح می‌بینند، نمی‌توانند ثمرات آن را کاملاً در نظر بگیرند. در آن هنگام، اختراع نشانه‌های وصل و فصل، علایم تکیه و وسایلی از این قبیل (مثلاً استعمال حروف بزرگ) حقاً ضرورتی اساسی داشت. آنان که مجبور شده‌اند متون فاقد نشانه‌های وصل و فصل و حروف بزرگ را مطالعه کنند (از قبیل آثار عربی) این مطلب را عمیق‌تر درک می‌کنند. جالب است توجه کنیم که این اختراع بزرگ تا دیرزمانی هیچ رواجی نیافت. حتی تا سدهٴ سیزدهم دست‌نبشته‌هایی داریم که فاقد نشانه‌های یاد شده‌است. تا سدهٴ شانزدهم علایم نقطه‌گذاری قبول عام نیافت -- تا هفده قرن پس از آریستوفان! -- تا به تدریج به وسیلهٴ فن چاپ به حد کافی ترویج و تثبیت شد.